# 891 Gunhild
891 Gunhild је астероид главног астероидног појаса. Приближан пречник астероида је 51,95 , 
а средња удаљеност астероида од Сунца износи 2,859 астрономских јединица (АЈ). 
Инклинација (нагиб) орбите у односу на раван еклиптике је 13,540 степени, а орбитални период износи 1766,501 дана (4,836 године). Ексцентрицитет орбите астероида износи 0,028. 
Апсолутна магнитуда астероида износи 9,90 а геометријски албедо 0,071.
Астероид је откривен 17. маја 1918. године.